# عين الناقة (الجلفة)
عين الناقة موقع نقوش صخرية ، يقع ببلدية المجبارة التابعة لدائرة عين الإبل على بعد 45 كلم جنوب شرق مدينة الجلفة، وبحوالي 90 كم عن المجبارة، وبـ 20 كم عن مسعد
تم اكتشاف العدد من النقوش الصخرية بهذا الموقع، حيث اكتشف جدارية الفيل والجاموسين العتيقين الباحث «لوتيلو» و  قديد بلخير والأب «دوفيلاري» سنة 1965م، أما الباقي فقد اكتشفه الأب دوفيلاري تم تصنيف الموقع في 10 فيفري 1982 م، ونجد في الموقع مجموعة نقوش تعود لفترة ما قبل التاريخ وبالضبط لفترة الجاموس العتيق. ويحتوي الم على ثلاث محطات للنقوش الصخرية.

## محطات النقوش الصخرية

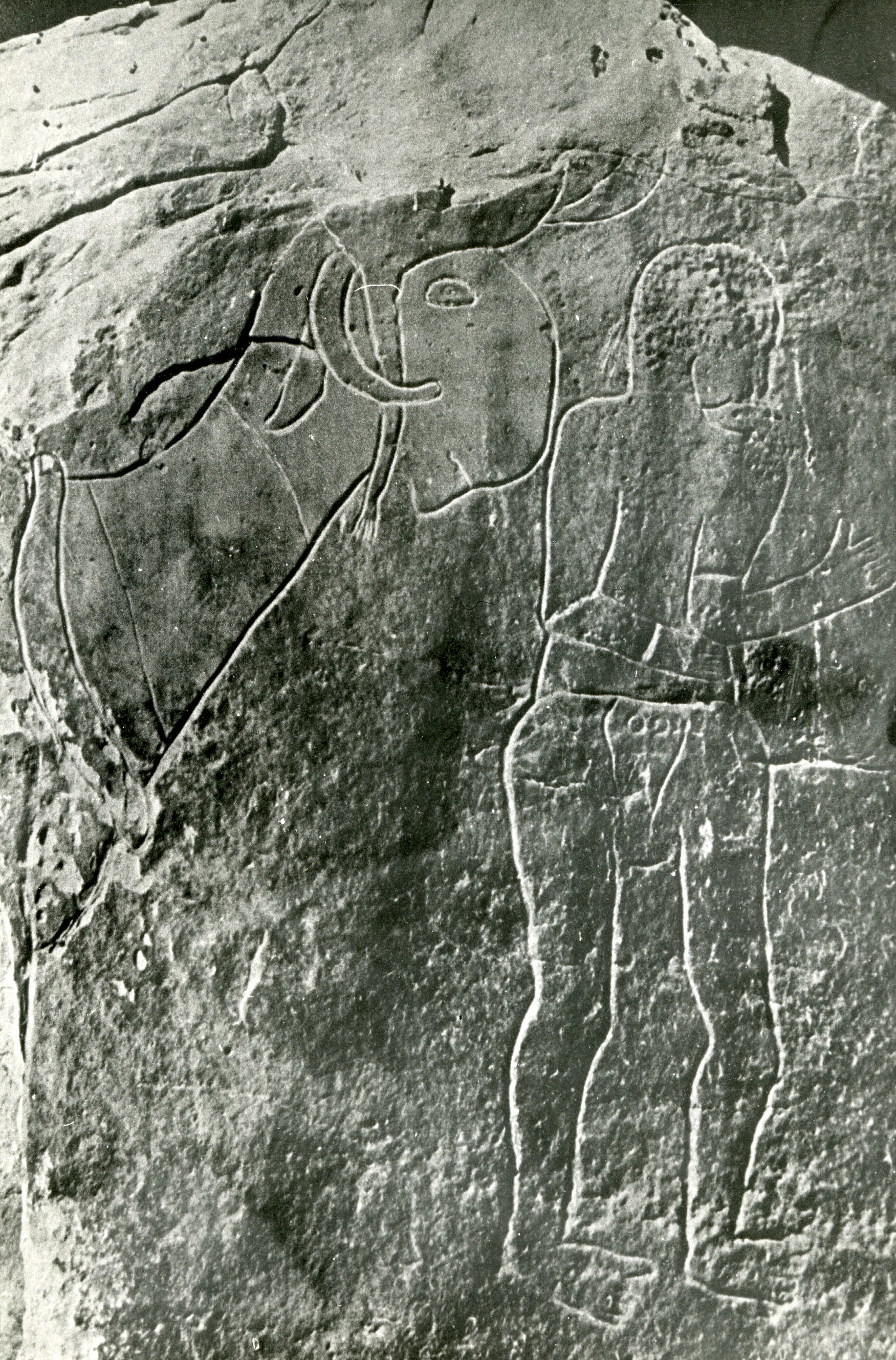
المحطة الأولى: نقش حجري يظهر شخص وكبش

## محطات النقوش الصخرية[3]

### المحطة الأولى
- واجهة صخرية شرق قرية عين الناقة تحمل نقش لحيوان بقري وأربع نعامات وأرنب ووحيد القرن صغير الحجم.
- واجهة صخرية شرق قرية عين الناقة تحمل نقوش لـ - من اليسار إلى اليمين-ـ: نعامة، صياد، ثلاث كلاب، فيلان صغيران، ثلاث أشخاص برؤوس مستديرة، شخص رافع يده، نقوش ليبية مكونة من ثلاث رموز، خروف صغير الحجم، حمل يحمل قرصا على رأسه، جاموس صغير الحجم، ظبي صغير، حيوانان بقريان، نقوش ليبية مكونة من تسعة رموز.
- بعد اجتياز سلسلة الصخور إلى نهايتها نجد جدارية ذات لون أسود موجهة نحو الشمال عليها نقش لشخص أمامه كبش لم يبق منه سوى الرأس

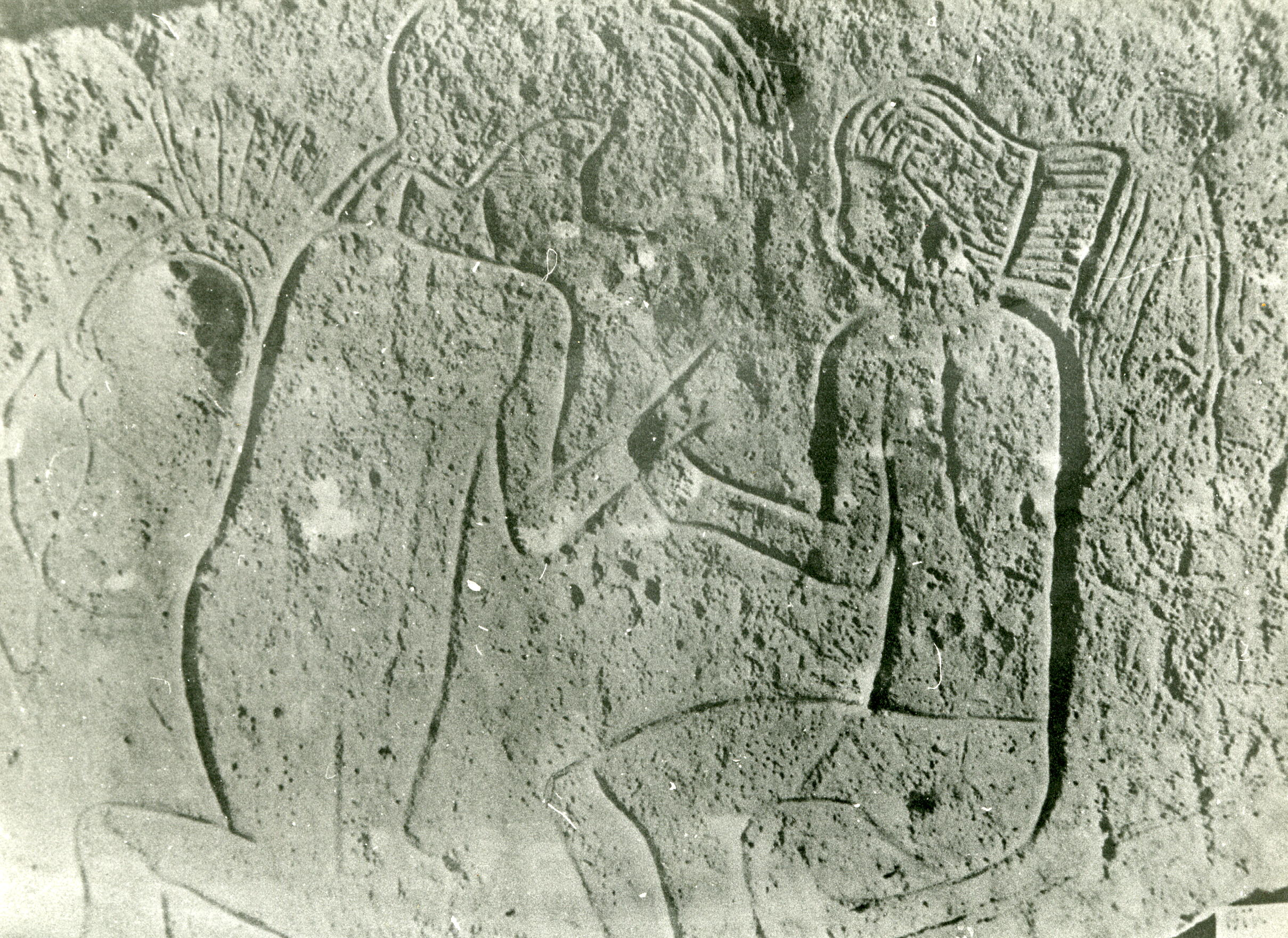
المحطة الثانية: العاشقان الخجولين

### المحطة الثانية
شرق القرية، وعلى بعد 100 م من الواد ملجأ مكون من جدارين في شكل زاوية فنجد فيها: ملجأ مكون من جدارين في شكل زاوية، على الجدارية اليمنى نقوش لزوج مكون من رجل وامرأة يحتلان وسط الجدارية، يطلق عليهما اسم «العشيقين  الخجولين» بالإضافة  إلى  آثار  أقدام  لحيوانات سنورية عددها ثلاثة، وإلى اليمين شخصين ونحو الأعلى شخص آخر قربه مستطيل بداخله أقطار. وعلى الجدارية اليسرى لنفس الملجأ نقوش لحمارين.

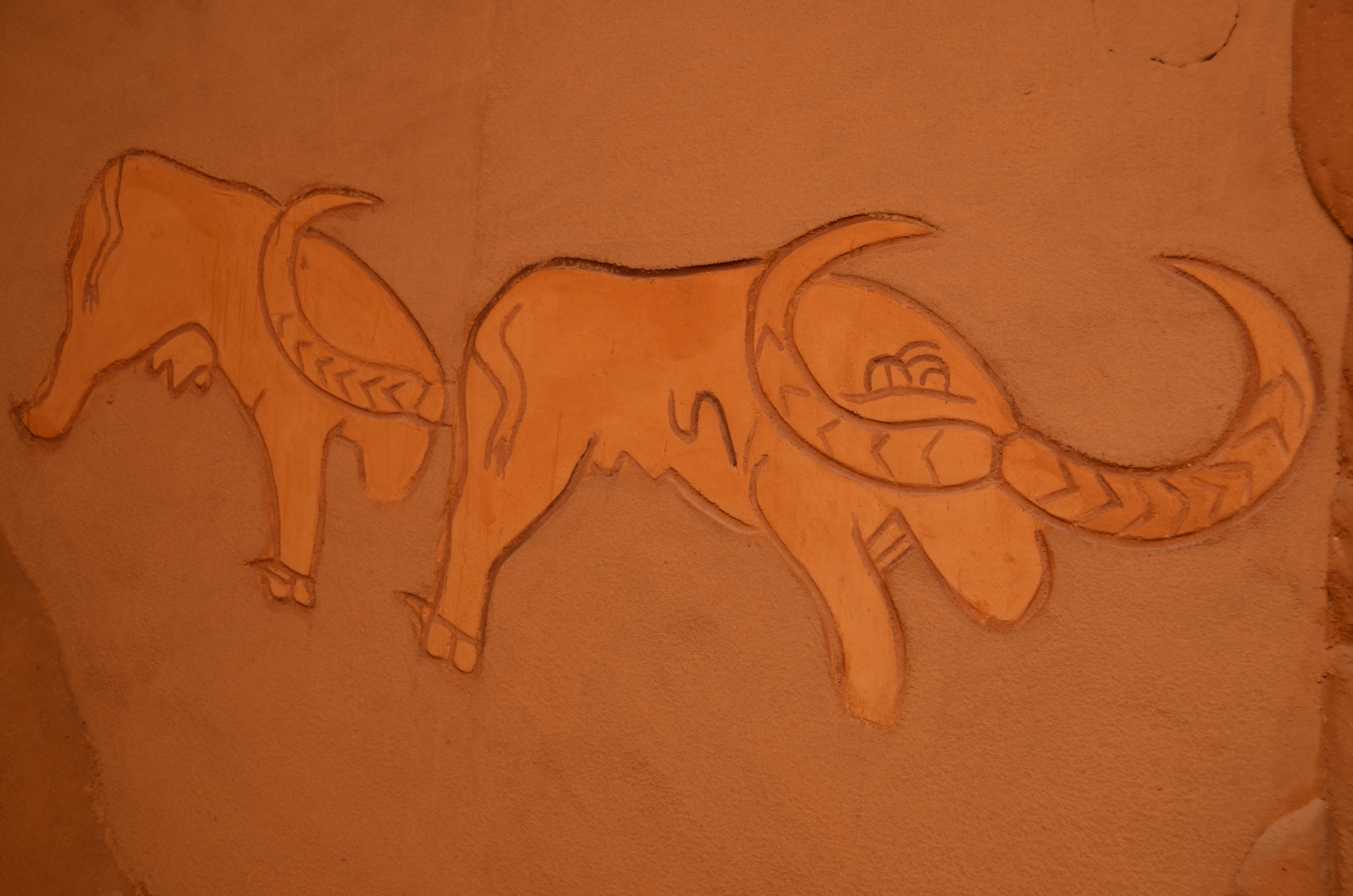
المحطة الثالثة: رسم توضيحي للنقش الصخري الجاموسين العتيقين

### المحطة الثالثة
واجهة صخرية تقع غرب قرية عين الناقة (الواجهة الغربية) نقش عليه جاموسين عتيقين وعدة حيوانات أخرى كالأسد والحصان والنعامة والبقرة كما أن أرضية الموقع احتوت على بقايا لصناعة حجرية

## مقالات ذات صلة
- الحضارة العاترية